# Иван Пендаровски
Иван Дуков Пендаровски или Пендарски е български революционер, деец на Върховния македоно-одрински комитет и на Вътрешната македоно-одринска революционна организация.

## Биография
Роден е през 1863 година в Галичник, тогава в Османската империя. Занимава се с овчарство.
През август 1902 година е изпратен от Върховния македоно-одрински комитет от София заедно с Трайче Атанасов от Галичник и Владимир Милчинов от Прилеп през Сърбия, Австро-Унгария и Албания за Македония, където да подпомогнат ВМОРО. Предадени са и са заловени в Тирана, след което са отведени в затвор в Битоля, където прекарва 16 месеца. Илиза от затвора през декември 1903 година. През април 1904 година е четник на Тале Кръстев.
От лятото на 1904 година е войвода в Реканско.
Когато по време на Първата световна война България владее региона, е кмет на Галичник. Умира през 1917 година.
Има син Кръсте Пендаровски роден 1894 година, а убит 1944 година в Галичник.